# ويلسون كيبروب
ويلسون كيبروب (بالإنجليزية: Wilson Kiprop)‏ (من مواليد 14 أبريل 1987، واسين غيشو) هو عداء كيني متخصص في مسافة 10000 متر ونصف الماراثون. حاصل على لقب بطل العالم في نصف الماراثون في بطولة العالم لنصف الماراثون 2010 وميدالية ذهبية في بطولة أفريقيا لألعاب القوى سنة 2010.
منعته الإصابة سنة 2009 من المشارة مدة 6 أشهر، لكنه حل المشكلة من خلال العمل في صالة الألعاب الرياضية، جنبا إلى جنب مع كمية محدودة من تشغيل. هو أيضا تحسين وضعه قيد التشغيل وبدأ موسم 2010 وذلك بهدف المنافسة في سباق الماراثون في فصل الربيع. بعد أول ظهور له في ماراثون براغ وبعد فوزه في نصف ماراثون باريس، تحول كيبروب إلى سباق 10000 متر.

## أرقام قياسية شخصية
| المنافسة    | الرقم    | المكان         | التاريخ      |
| ----------- | -------- | -------------- | ------------ |
| 10,000 متر  | 27:01.98 | يوجين، أوريغون | 1 يونيو 2012 |
| نصف ماراثون | 59:15    | برلين          | 1 أبريل 2012 |
| ماراثون     | 2:09:09  | براغ           | 9 ماي 2010   |

## وصلات خارجية
- ويلسون كيبروب على موقع الاتحاد الدولي لألعاب القوى (الإنجليزية)
- ويلسون كيبروب على موقع الدوري الماسي (الإنجليزية)
- ويلسون كيبروب على موقع أوليمبيديا (الإنجليزية)
- ويلسون كيبروب